# Jonathan LaPaglia

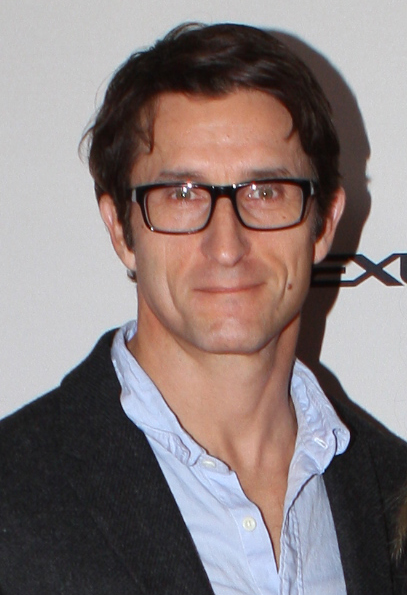
Jonathan LaPaglia (2015)

Jonathan LaPaglia (* 31. August 1969 in Adelaide, South Australia) ist ein australischer Schauspieler, hauptsächlich bekannt für seine Hauptrollen in den Fernsehserien Seven Days – Das Tor zur Zeit und The District – Einsatz in Washington.

## Leben
Jonathan LaPaglia absolvierte zunächst ein Studium der Medizin an der University of Adelaide und praktizierte drei Jahre als Arzt in Adelaide, Sydney und London. Im Jahr 1994 zog er nach New York, wo er die Circle In The Square Theatre School besuchte.
Sein Vater ist Italiener und seine Mutter Niederländerin. Er ist der jüngste von drei Brüdern. Sein ältester Bruder ist der Schauspieler Anthony LaPaglia. LaPaglia lebt mit seiner Frau, der Schauspielerin Ursula Brooks, und der gemeinsamen Tochter in Santa Monica, Kalifornien.
Seine erste Rolle hatte LaPaglia in der Dick-Wolf-Serie New York Undercover, in der dritten Staffel spielte den Det. Tommy McNamara. Von 1998 bis 2001 hatte er in der Science-Fiction-Serie Seven Days – Das Tor zur Zeit die Hauptrolle des Frank Parker inne. Im Anschluss folgte ein längeres Engagement als Det. Kevin Debreno ab der zweiten Staffel der Serie The District – Einsatz in Washington.
Neben einzelnen Gastauftritten in weiteren Krimiserien wie Criminal Intent – Verbrechen im Visier, Navy CIS oder Castle hatte LaPaglia auch Rollen in verschiedenen Filmen. Längere Serienrollen hatte er erneut in Windfall als Dave Park und in Cold Case – Kein Opfer ist je vergessen als A.D.A. Curtis Bell. 2007 spielte LaPaglia in der preisgekrönten Serie Die Sopranos sowohl eine Schauspielrolle als auch sich selbst.

## Filmografie (Auswahl)
- 1996–1997: New York Undercover (Fernsehserie, Folge 3x01–3x24)
- 1997: Harry außer sich (Deconstructing Harry)
- 1998: Law & Order (Fernsehserie, Folge 8x14)
- 1998: Das große Inferno (Inferno)
- 1998–2001: Seven Days – Das Tor zur Zeit (Seven Days, Fernsehserie)
- 2001–2004: The District – Einsatz in Washington (The District, Fernsehserie, Folgen 2x01–4x22)
- 2004: Mord im Schilf (The Plain Truth)
- 2004: The Dead Will Tell
- 2006: Criminal Intent – Verbrechen im Visier (Law & Order: Criminal Intent, Fernsehserie, Folge 6x02)
- 2006: Windfall (Fernsehserie, 8 Folgen)
- 2007: Gryphon
- 2007: Die Sopranos (The Sopranos, Fernsehserie, 2 Folgen)
- 2008: Navy CIS (NCIS, Fernsehserie, 3 Folgen)
- 2008: Moonlight (Fernsehserie, Folge 1x16)
- 2008–2010: Cold Case – Kein Opfer ist je vergessen (Cold Case, Fernsehserie, 10 Folgen)
- 2009: A Beautiful Life
- 2009: Bones – Die Knochenjägerin (Bones, Fernsehserie, Folge 4x08)
- 2009: Castle (Fernsehserie, Folge 2x09 Käufliche Liebe)
- 2010: Burn Notice (Fernsehserie, Folge 3x15)
- 2011: The Hit List
- 2011: The Slap – Nur eine Ohrfeige (The Slap, Miniserie, 8 Folgen)
- 2013: Camp (Fernsehserie, 2 Folgen)
- 2014–2016: Love Child (Fernsehserie, 26 Folgen)
- 2014: The Mentalist (Fernsehserie, Folge 6x20)
- 2018: S.W.A.T. (Fernsehserie, Folge 1x15)
- 2019: Le Mans 66 – Gegen jede Chance (Ford v. Ferrari)